# AachenMünchener
AachenMünchener war der Sammelbegriff für Sach- und Lebensversicherungsgesellschaften der Generali Deutschland Holding AG.
Die AachenMünchener war nach laufenden Beiträgen der zweitgrößte Lebensversicherer in Deutschland und ging 2020 in die Generali Deutschland auf.

## Geschichte

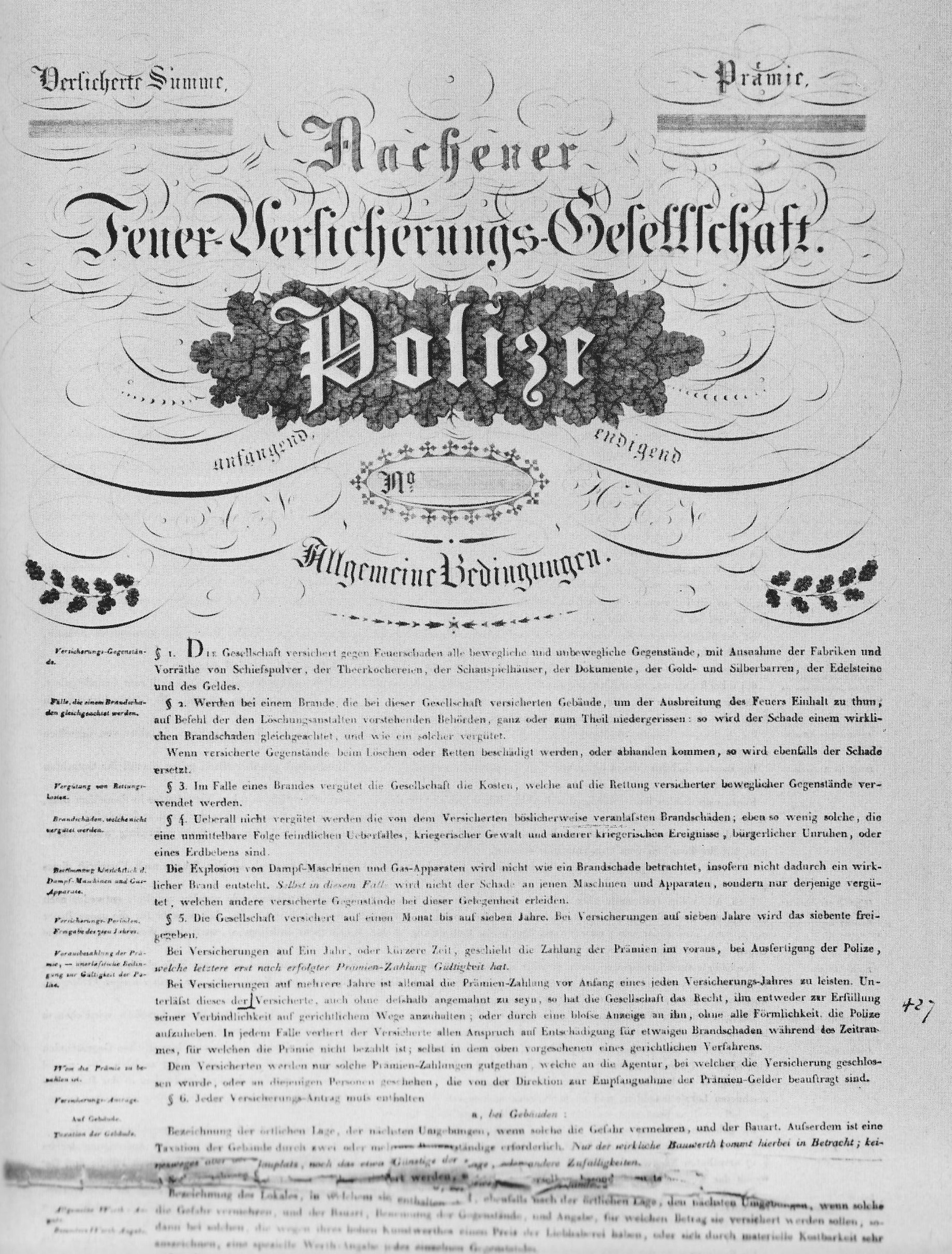
Erste Police der Aachener Feuer-Versicherungs-Gesellschaft, 1825

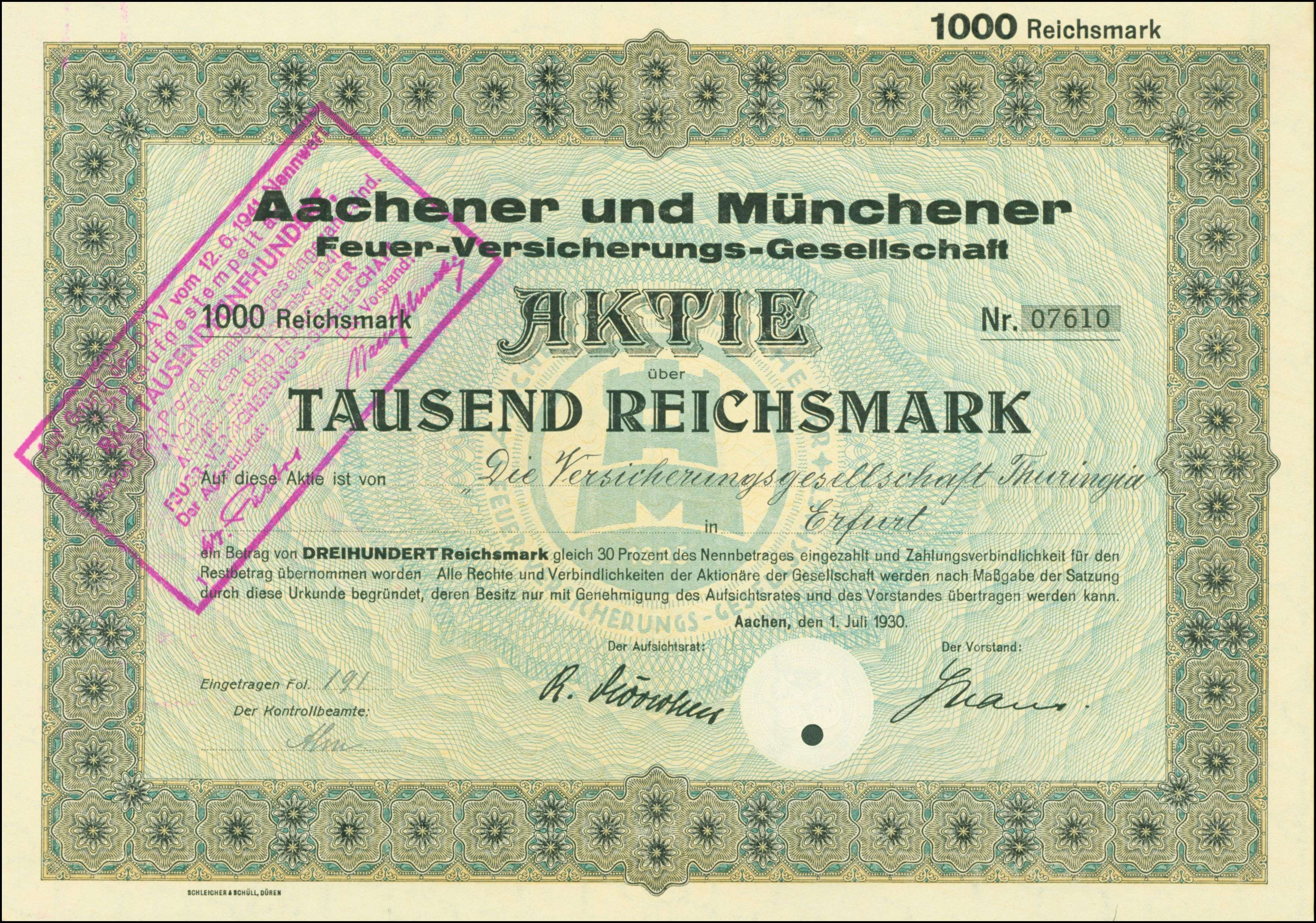
Aktie über 1000 RM der Aachener und Münchener Feuer-Versicherungs-Gesellschaft vom 1. Juli 1930

Als Vorläufer der AachenMünchener Versicherung AG wurde im Jahr 1825 die Aachener Feuer-Versicherungs-Gesellschaft von David Hansemann gegründet, die im Jahr 1834 in Aachener und Münchener Feuerversicherungs-Gesellschaft umfirmierte. 1868 wurde die Deutsche Lebens-, Pensions- und Rentenversicherungs-Gesellschaft auf Gegenseitigkeit in Potsdam als Vorläufer der AachenMünchener Lebensversicherung AG gegründet. 1924 schloss sie sich an die AachenMünchener Versicherungsgruppe an.
Im Jahr 1923 erfolgte die Gründung der Aachen-Potsdamer Lebensversicherungs-AG, Aachen und Potsdam, woraus 1924 die Aachener und Münchener Lebensversicherung AG entstand; 1929 entstand die Aachener und Münchener Versicherungsgruppe durch den Erwerb von mehreren Beteiligungen. Im gleichen Jahr wurde die Katholische Volkshilfe, gemeinnützige Versicherungs-AG, die spätere Volkshilfe AG, in Berlin gegründet. 1938 übernahm eine Gesellschaft der Gruppe 74 Prozent des Aktienkapitals. Die beiden Unternehmen fusionierten Anfang der 1970er Jahre zunächst zur Volkshilfe Aachen-Münchener Lebensversicherung AG, die später in Aachen-Münchener Lebensversicherung AG umbenannt wurde.
Die Gruppe verlor 1945 das Auslandsgeschäft und musste ihre Tätigkeiten auf die Westzonen Deutschlands beschränken.
1970 wurde der Aachener und Münchener Versicherungskonzern gebildet und ein Jahr später der Krankenversicherer Central übernommen. Im selben Jahr beteiligte sich die Aachener und Münchener an der Bausparkasse Badenia. 1972 wurde der deutsche Versicherungsbestand der Cosmos Allgemeine Versicherungs-AG übernommen.
Die Aachener und Münchener Gruppe wurde 1979 gegründet. Die bisherige Aachener und Münchener Versicherung AG wurde in AMB Aachener und Münchener Beteiligungs-AG umbenannt. Die Assicurazioni Generali S.p.A, eine der größten weltweit tätigen Versicherungsgruppen, erwarb 1998 von den Assurances Générales de France, einigen weiteren großen Aktionären und durch ein Übernahmeangebot eine Mehrheitsbeteiligung von 65,7 Prozent des Grundkapitals der AMB.
Beide Gesellschaften, die Aachener und Münchener Lebensversicherung AG und die Aachener und Münchener Versicherung AG erhielten 1999 einen gemeinsamen Vorstand.
Seit 2005 treten die Aachener und Münchener Lebensversicherung AG und die Aachener und Münchener Versicherung AG unter dem neuen Namen AachenMünchener auf. Rechtlich firmieren die Unternehmen unter AachenMünchener Lebensversicherung AG und AachenMünchener Versicherung AG. Die AachenMünchener Versicherungsgesellschaft übertrug ihren eigenen Außendienst 2008 komplett auf die Deutsche Vermögensberatung AG (DVAG). Der bisherige Vertrieb durch Mehrfachagenten und Makler wurde auf andere Unternehmen der Generali-Gruppe aufgeteilt.
Die Generali teilte am 27. Juni 2019 mit, dass man die AachenMünchener Versicherung AG in Generali Deutschland Versicherung AG und die AachenMünchener Lebensversicherung AG in „Generali Deutschland Lebensversicherung AG“ umbenennen möchte. Dies erfolgte Ende Juni 2020.

## Sponsoring
Ab der Saison 1999/2000 war die AachenMünchener Haupt- und Trikotsponsor des Fußball-Zweitligisten Alemannia Aachen. Zeitweise trat die Alemannia gemeinsam mit dem Markenbotschafter Mario Adorf in Werbefilmen auf. Nach dem sportlichen Abstieg in die Dritte Liga beendeten sie in der Saison 2012/2013 das Engagement als Trikot- und später als Hauptsponsor.

## Kennzahlen

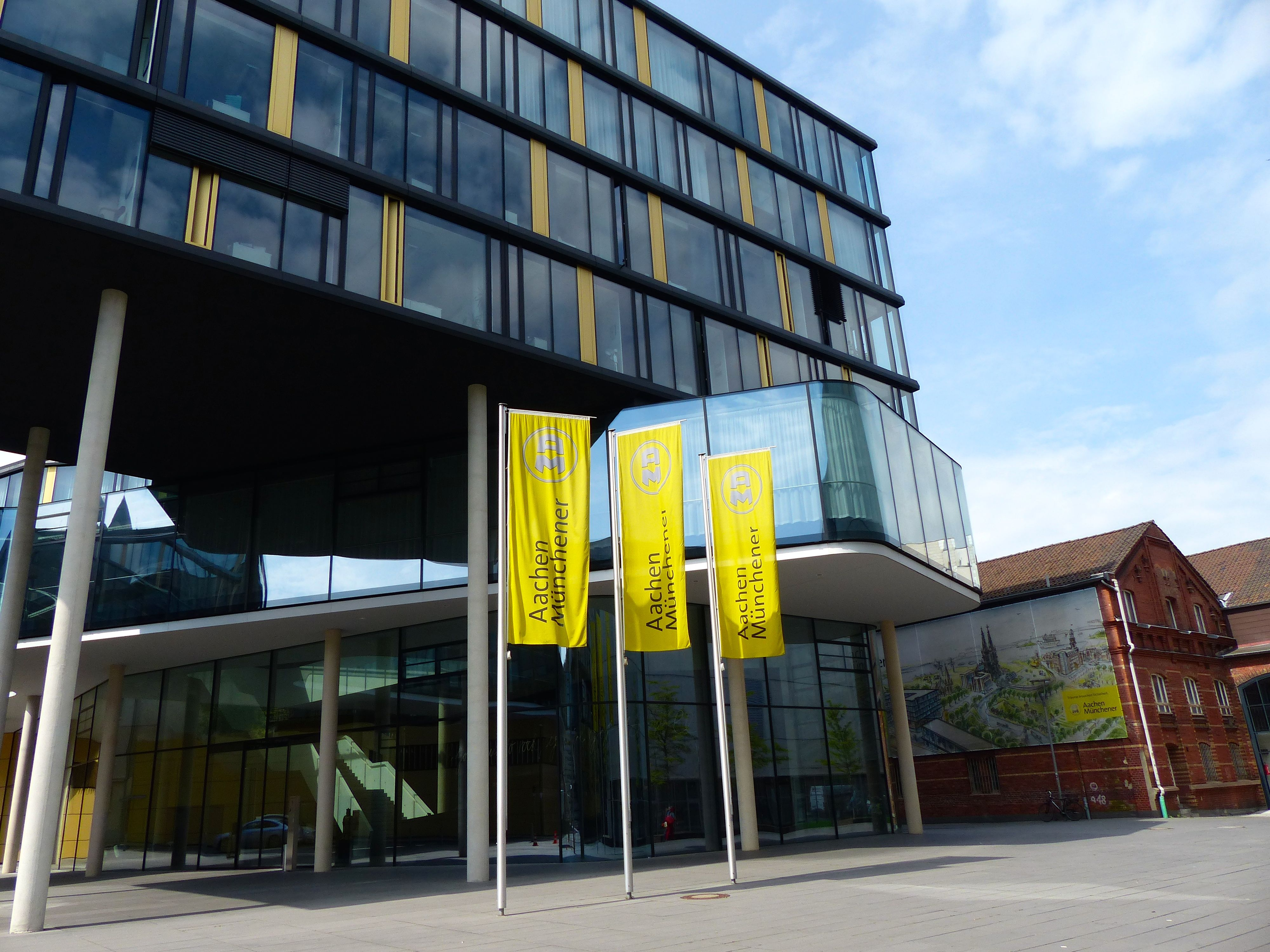
Direktionsgebäude der AachenMünchener in Aachen

|                                           | AM Lebensversicherung AG | AM Versicherung AG |
| Gebuchte Bruttobeiträge                   | 4987,0                   | 1375,9             |
| Versicherungsbestand (Versicherungssumme) | 146156,2                 |                    |
| Aufwendungen für Versicherungsfälle       | 3096,6                   | 695,2              |
| Eigenkapital                              | 400,1                    | 225,6              |

In Mio. € (Stand 2015)